# Lophodolos indicus
Lophodolos indicus is een  straalvinnige vissensoort uit de familie van armvinnigen (Oneirodidae). De wetenschappelijke naam van de soort is voor het eerst geldig gepubliceerd in 1909 door Lloyd.
De soort staat op de Rode Lijst van de IUCN als niet bedreigd, beoordelingsjaar 2009.